# Ersfjordbotn
Ersfjordbotn est une localité du comté de Troms, en Norvège.

## Géographie
Ersfjordbotn est situé au fond fu fjord Ersfjorden.
Administrativement, Ersfjordbotn fait partie de la kommune de Tromsø.

## Quelques vues d'Ersfjordbotn

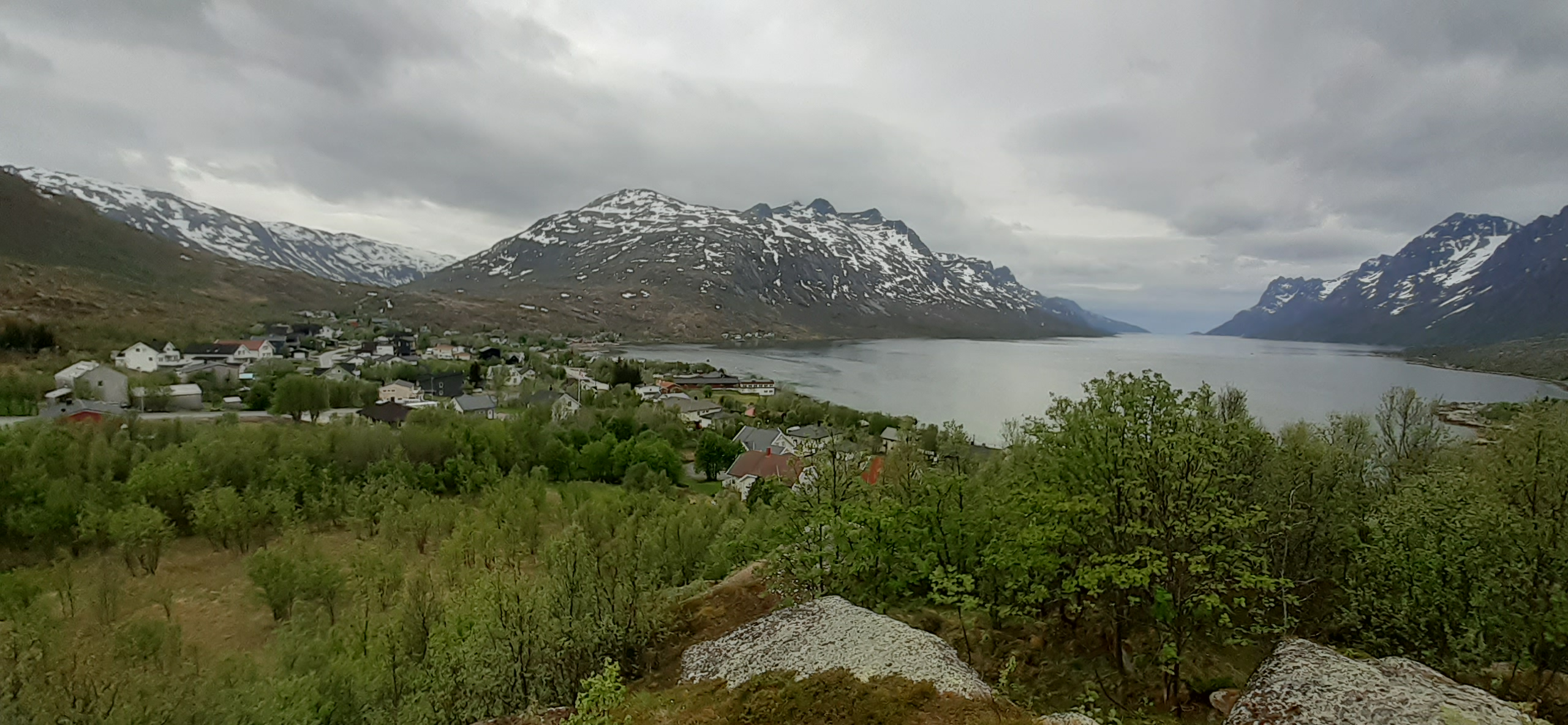
Vue d'Ersfjordbotn et du fjord
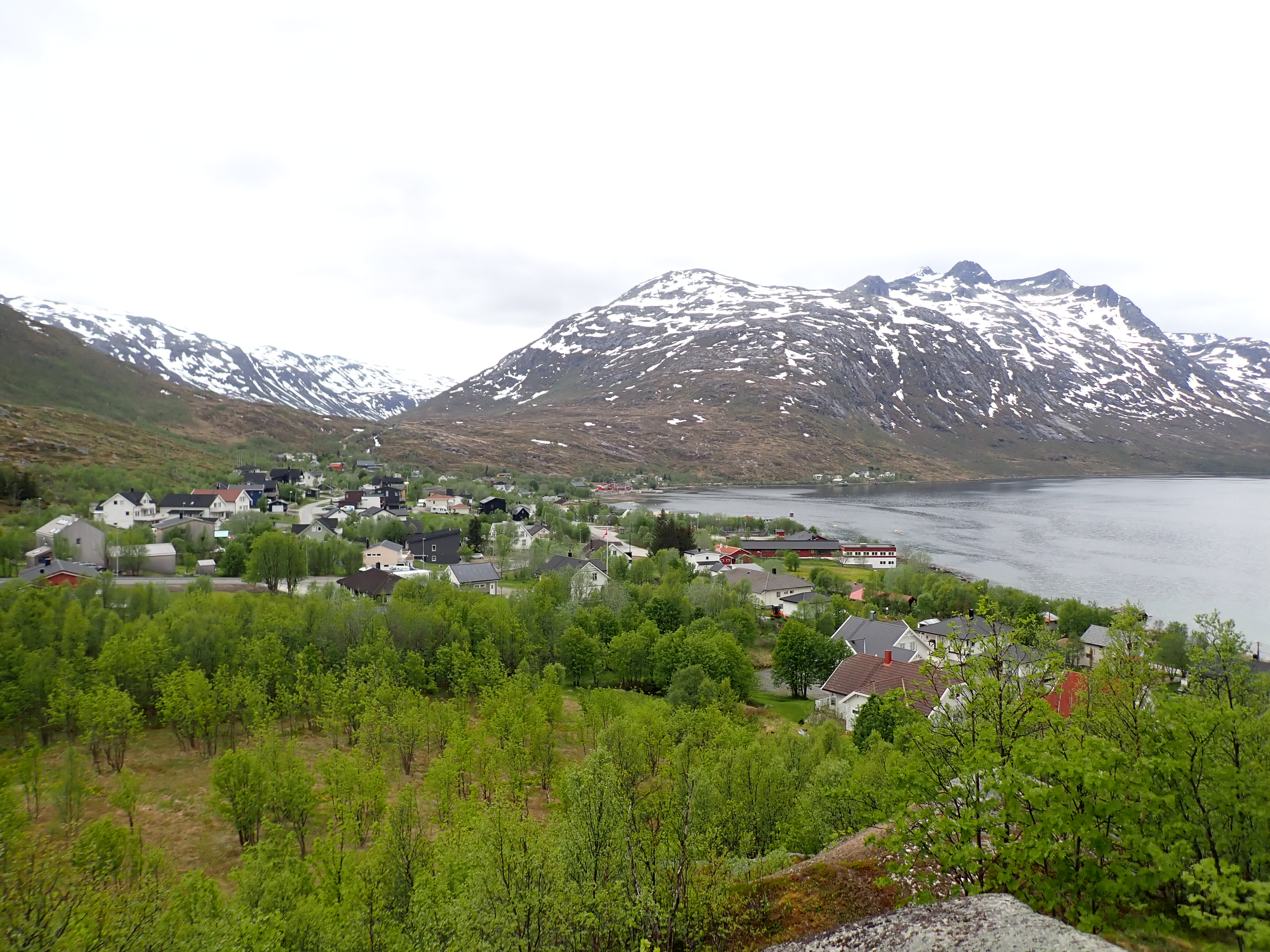
Ersfjordbotn devant Storsteinnestinden (1014 m)